# Velický potok (přítok Popradu)
Velický potok je tatranský potok bystřinného charakteru, protékající územím okresu Poprad. Je to významný 22 km dlouhý levostranný přítok Popradu, který je tokem IV. řádu a průměrná lesnatost povodí dosahuje 40%.

## Pramen
Velický potok vzniká ve Vysokých Tatrách na jižním svahu Velického štítu (2 319 m n. m.), v ledovcovém kotli pod Polským hřebenem (2 200 m n. m.), kde vytéká z horních Velických ples v nadmořské výšce přibližně 2 120 m n. m.

## Popis toku
V pramenné oblasti teče jihojihovýchodním směrem prudkým spádem přes Velickou dolinu, nejprve protéká Dlouhým plesem (1939,0 m n. m.), odtud teče jihovýchodním směrem k plesu Kvetnica, přičemž zleva přibírá první stálý přítok zpod Bradavice (2 476,0 m n. m.). Následně se stáčí severojižním směrem, teče přes Velické pleso (1 665,5 m n. m.), opět se stáčí jihovýchodním směrem a vstupuje do Tatranského podhůří. Pod Velkým Krížným kopcem (1 323,5 m n. m.) mění směr toku, teče severojižním směrem, zprava přibírá Hromadnou vodu, zleva se odděluje Nová voda a koryto výrazně meandruje. Následně vstupuje do Popradské kotliny, kde severně od Batizovců přibírá zprava rameno Batizovského potoka, stáčí se jihovýchodním směrem a severovýchodně od Svitu přibírá i hlavní koryto Batizovského potoka (704,8 m n. m.). Dále už teče výlučně východním směrem, z levé strany přibírá vody Gerlachovského potoka a teče městem Poprad, kde i ústí do řeky Poprad.

## Geomorfologické celky
- Tatry, geomorfologická podsestava Východní Tatry, geomorfologická část Vysoké Tatry
- Podtatranská kotlina, geomorfologické podcelky:
  - Tatranské podhůří
  - Popradská kotlina, geomorfologické části Lomnická pahorkatina, Popradská rovina

## Přítoky
- Pravostranné: Hromadná voda, přítok z lokality Diery, rameno Batizovského potoka, Batizovský potok
- Levostranné: přítok z jihozápadního svahu Bradavice, rameno Nové vody, přítok z oblasti Velického lesa, Gerlachovský potok

## Ústí
Do Popradu se vlévá na území města Poprad (jižně od Spišské Soboty, v blízkosti Aquacity Poprad) v nadmořské výšce cca 665 m n. m.

## Obce
- Město Vysoké Tatry (neteče intravilánem, jen v blízkosti osady Tatranská Polianka)
- Obec Batizovce (neprotéká intravilánem, pouze severovýchodní částí katastrálního území)
- Město Poprad, městské části Velká a Spišská Sobota